# الدوري الأمريكي للمحترفين 1992
الدوري الأمريكي للمحترفين 1992 (بالإنجليزية: 1992 American Professional Soccer League)‏ هو موسم من الدوري الأمريكي للمحترفين ‏. فاز فيه Colorado Foxes ‏.